# Лада (Словаччина)
Лада (словац. Lada) — село в Словаччині, Пряшівському окрузі Пряшівського краю. Розташоване в північній частині східної Словаччини, на межі Кошицької улоговини, Шариської височини та Низьких Бескидів в долині потока Ладзина.
Уперше згадується у 1410 році.
У селі є римо-католицький костел з 1998 року.

## Населення
| Рік:            | 1994. | 2004.   | 2014.   | 2024.   |
| --------------- | ----- | ------- | ------- | ------- |
| Кількість осіб: | 757   | 822     | 835     | 837     |
| Різниця:        |       | +8,58 % | +1,58 % | +0,23 % |

| Рік:            | 2023. | 2024.   |
| --------------- | ----- | ------- |
| Кількість осіб: | 833   | 837     |
| Різниця:        |       | +0,48 % |

У селі проживає 847 осіб.

## Географія
Протікає річка Ладянка.